# ساشا بتشي
ساشا بتشي (بالفرنسية: Sacha Petshi)‏ (21 يونيو 1991 بفيلبانت في فرنسا - ) هو لاعب كرة قدم فرنسي في مركز الوسط. لعب مع بلاكبيرن روفرز وسي أ باستيا ونادي أورليانز ونادي تروا ونادي كريتيل وسلوبودا أوزيس.

## وصلات خارجية
- ساشا بتشي على موقع رابطة كرة القدم الفرنسية للمحترفين (الإنجليزية)
- ساشا بتشي على موقع قاعدة بيانات كرة القدم.إي يو (الإنجليزية)
- ساشا بتشي على موقع Soccerway.com (الإنجليزية)
- ساشا بتشي على موقع عالم كرة القدم.نت (الإنجليزية)
- ساشا بتشي على موقع GSA (الإنجليزية)